# Edificio Plus Ultra
El edificio Plus Ultra es un inmueble situado en el número 8 de la plaza de las Cortes de Madrid. Fue proyectado por el arquitecto Joaquín Rojí en 1910 y construido entre 1911 y 1913 por encargo de Fernando Plá Peñalver, hijo del marqués de Amboage, para destinarlo al alquiler. Su rehabilitación y remodelación en 1983 corrió a cargo de Emilio Chinarro Matas. Obtuvo el premio del Ayuntamiento a la casa mejor construida de Madrid en el año 1915. Fue adquirido en 1941 por la aseguradora Plus Ultra (antes Groupama), propiedad al 100% desde 2015 de Catalana Occidente. Trabajan un total de 450 empleados de la empresa.

## Descripción
Ocupa parte del solar del antiguo palacio de los duques de Medinaceli (la mayoría del solar es ocupado por el Hotel Palace) y fue construido como casa de alquiler para el marqués de Amboage. La finca tiene planta en forma de polígono irregular, distribuida en torno a un patio central y dos auxiliares. Consta de seis plantas y dos sótanos y originalmente había dos viviendas por planta con una superficie de más de 1200 m². La fachada es de estilo francés, típico en la arquitectura europea de las primeras décadas del siglo XX. La esquina se resuelve en forma curva y rematan el edificio cuatro torreones con cubiertas de pizarra. Destaca la escalinata monumental de entrada de mármol y hierro forjado y las vidrieras de la Casa Maumejean.

## Carillón

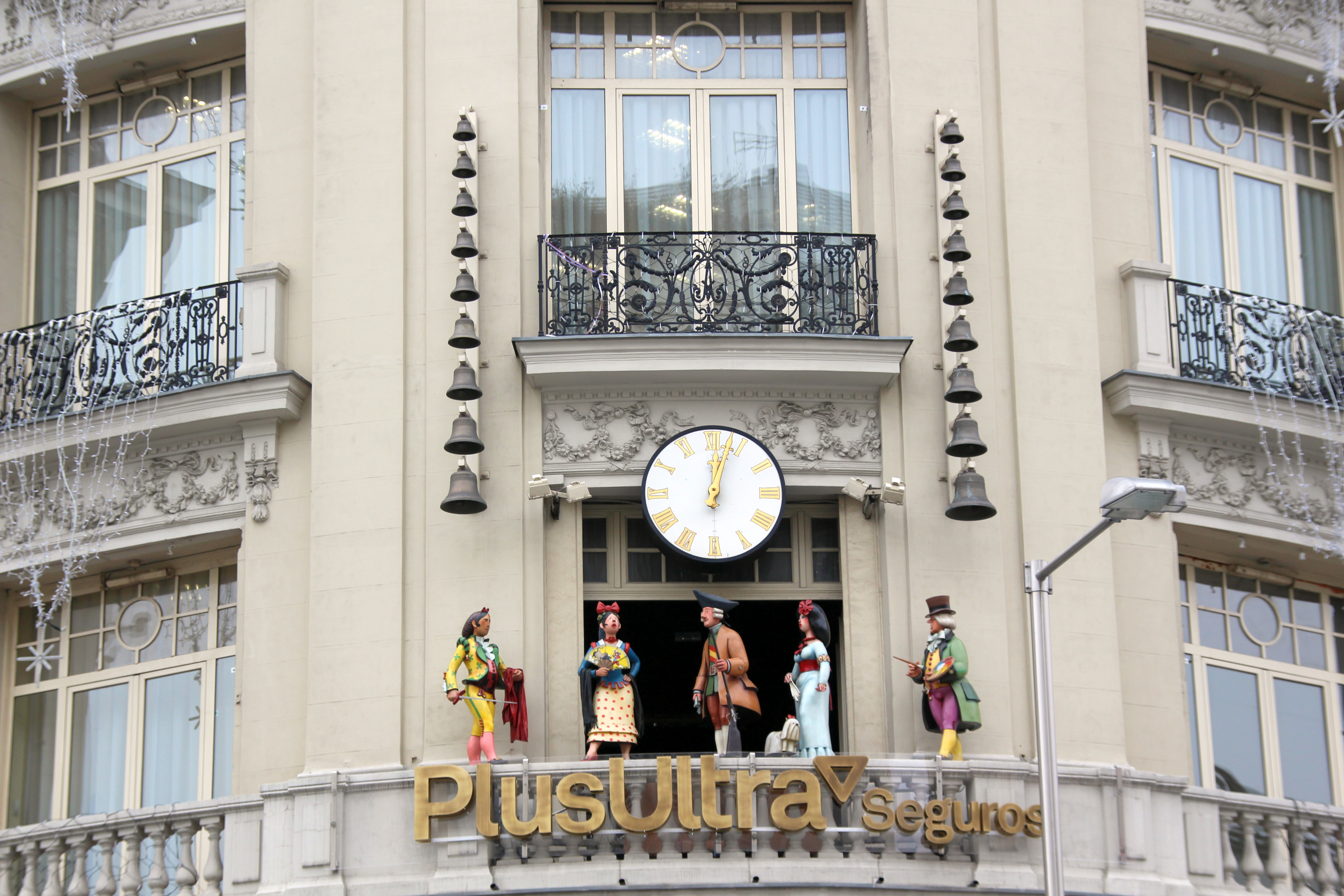
El carillón a las doce del mediodía.

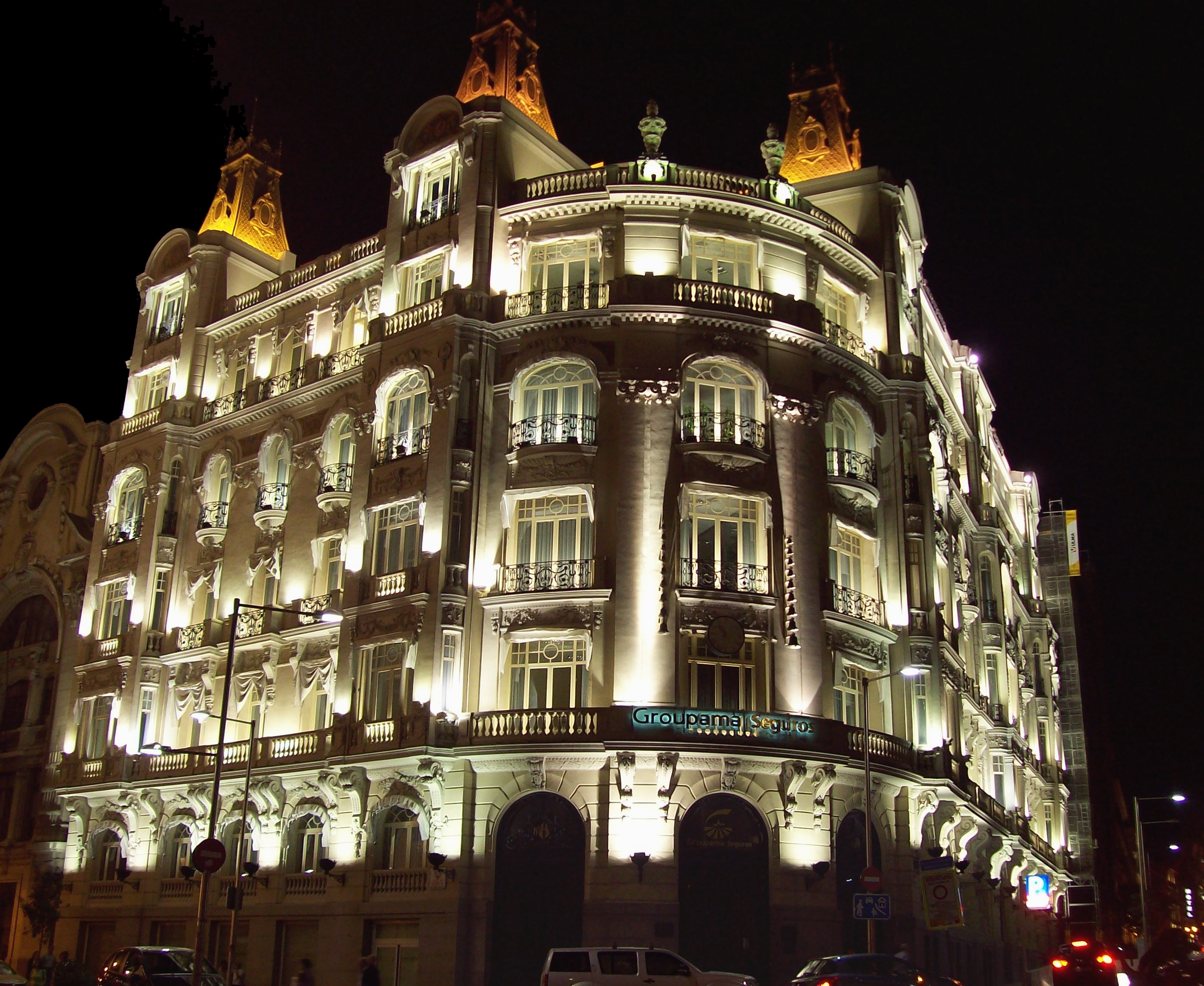
Vista nocturna del edificio.

En el balcón del primer piso se encuentra un carillón que además de dar las horas en momentos puntuales del día presenta un pequeño espectáculo de figuras móviles, el único de España en el momento de su inauguración. La idea surgió de la aseguradora como homenaje a la ciudad de Madrid. Su coste es un absoluto secreto.
Los arquitectos José Ignacio Cortés, Luis del Rey y Pedro Gáligo dirigieron las obras de acondicionamiento del segundo forjado del edificio para soportar los 3000 kg de peso de la maquinaria y las figuras. Fue inaugurado el 20 de diciembre de 1993 por la infanta Pilar de Borbón. La Real Fundición de campanas de Eijsbouts (en neerlandés: Koninklijke Eijsbouts Klokkengieterij en Fabriek van Torenuurwerken b.v.), de los Países Bajos, el mayor fabricante de campanas y carillones desde hace 135 años, invirtió seis meses en su fabricación. Su ordenador tiene capacidad para interpretar hasta un total de quinientas melodías diferentes seleccionadas por el crítico musical Andrés Ruiz Tarazona. La música proviene de dieciocho campanillas de bronce rojo de diferentes tamaños instaladas a ambos lados de la esfera del reloj. Es posible añadir nuevas melodías al ordenador cuya partitura compone un maestro carillonero holandés. El carillón toca El himno del Madrid, La Marsellesa, la Marcha Radetzky, Libiamo ne' lieti calici de la La Traviata, la Ritirata de Madrid y el minueto de Boccherini, entre muchas otras. Con las fiestas, la lista se amplía a villancicos universales como White Christmas.
Las figuras fueron diseñadas por Antonio Mingote, miden un metro cuarenta de alto y van vestidos del Madrid goyesco. Fueron modeladas primero en arcilla y después en resina sintética por el escultor holandés Nicolás Van Ronkenstein. Cada una de las cinco figuras realiza un movimiento distinto: el torero Pedro Romero templa su muleta ante la embestida de un toro imaginario, una manola saluda con su abanico, Carlos III de España —el «rey alcalde» de Madrid— mueve la cabeza, la Duquesa de Alba saludará con un pañuelo y el pintor Francisco de Goya dibuja en el aire con un pincel.
Su horario de funcionamiento es todos los días a las 12, 15, 18 y 20 horas. Además los días 24 y 31 de diciembre funcionará a las 24 horas. Durante las horas del día interpreta una breve melodía antes de la hora.